# Буль-энд-терьеры

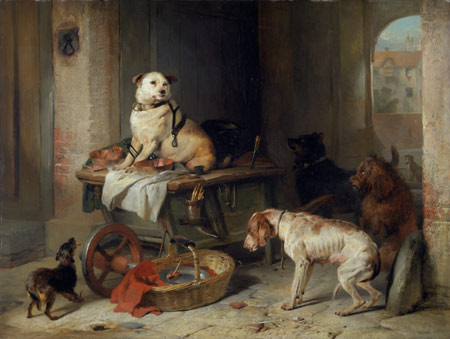
Буль-энд-терьер, возвышающийся над другими собаками
(картина «A Jack In Office» Эдвина Генри Ландсира)

Буль-энд-терьеры (англ. Bull and Terrier) — группа пород собак, выведенная народной селекцией в Англии к началу XIX века. Результат скрещивания староанглийских бульдогов с различными терьерами. Буль-энд-терьеры, совмещая лучшие рабочие качества тех и других, использовались как охотничьи и бойцовские собаки. В настоящее время прямыми потомками буль-энд-терьера являются американский стаффордширский терьер, американский питбультерьер, стаффордширский бультерьер, английский бультерьер. Отношение данных пород к буль-энд-терьерам также отражено в классификации FCI, где американский стаффордширский терьер, стаффордширский бультерьер и английский бультерьер относятся к терьерам буль типа (3 группа).

## История
Кровавый спорт в Англии был популярен вплоть до начала XIX века. Буль-бейтинг, травли медведей (беар-бейтинг), петушиные бои проводились постоянно и повсеместно. Долгое время даже существовало предписание продавать во время празднеств и сразу после них мясо только свежезатравленных быков, так оно якобы нежнее и полезнее. Собаки дрались с быками, медведями и всевозможными другими животными на потеху королей и простолюдинов. Для травли быков лучше всего подходили бульдоги, однако в случае с остальными противниками не всё было так однозначно. Для травли других животных — медведей, ослов, барсуков, крыс — путём скрещивания бойцовых бульдогов и охотничьих терьеров были выведены собаки, закономерно получившие название «буль-энд-терьеры». Первые представители новой породы были довольно различны по внешнему виду и весьма непривлекательны, так как безымянные селекционеры при их получении об эстетике заботились в последнюю очередь.
К началу XIX века популярность буль-бейтинга и беар-бейтинга пошла на убыль. Назрел вопрос о запрете жестоких развлечений. На этом фоне собачьи бои, напротив, стремительно набирали популярность. Технически организовать такой бой было значительно проще и безопасней, чем травлю крупных животных, и к середине XIX века собачьи бои остались практически единственной широко доступной кровавой азартной забавой. Кроме того, покупатели и продавцы собак часто рассматривали собачий бой как проверку их рабочих качеств. Собак выпускали на арену, отгороженную от зрителей (так называемый «пит», яма) и последняя собака, не выбывшая из строя (а иногда и просто — последняя живая), объявлялась победителем. Хватка и «игривость» по-прежнему высоко ценились, а собаку, уклонявшуюся от боя, называли «трусливой дворнягой». Хозяева собак и судьи удерживали их перед схваткой, поэтому собаки, люто ненавидя своих собратьев, при этом не теряли доверия к людям.
Буль-энд-терьеры были самыми подходящими собаками для собачьих боёв, так как сочетали в себе лучшие боевые качества молоссов (бульдогов) и терьеров (в основном это были фокстерьеры, эрдельтерьеры и некоторые другие породы). От первых им досталось упрямство, невосприимчивость к боли, «заряженность» на победу, от вторых — скорость, ловкость и гибкость. Буль-энд-терьеры нередко использовались на охоте и в такой специфической форме бейтинга, как травля стаи крыс на скорость (рэттинг), где некоторые представители этой породы показывали феноменальные результаты.
Появление буль-энд-терьеров стало одной из главных причин вырождения исконного английского бульдога (известного сейчас как староанглийский бульдог), но дало толчок к появлению множества популярных пород. Буль-энд-терьеры лежат в основе таких из них, как бультерьер, стаффордширский бультерьер, американский питбультерьер и американский стаффордширский терьер.

## Знаменитые представители

### Билли
Билли (Billy) весил около 26 фунтов, прославился как непревзойдённый крысолов. 22 апреля 1823 года поставил мировой рекорд, передушив сотню крыс за пять с половиной минут. Сначала Билли принадлежал Чарльзу Эйстропу, но затем был продан новому хозяину — Чарльзу Дью. За свою карьеру он несколько раз выходил победителем из противостояния с сотней крыс. Последний раз это случилось 12 декабря 1824 года, к этому времени Билли уже потерял в сражениях почти все зубы и один глаз. К 1825 году от зубов Билли в общей сложности пали около четырёх тысяч крыс. Умер Билли в возрасте около 13 лет, 23 февраля 1829 года.

### Дастмен
Журнал Sporting Magazine в 1812 году охарактеризовал буль-энд-терьера Дастмена (Dustman) как знаменитого и очень талантливого боевого пса, назвав его лучшим представителем своей породы.

### Трасти
Согласно оценкам журнала Sporting Magazine от 1804 года, популярность буль-энд-терьера Трасти (Trusty) в Англии превосходила популярность императора Наполеона. Трасти вышел непобеждённым из 104 схваток с другими собаками.

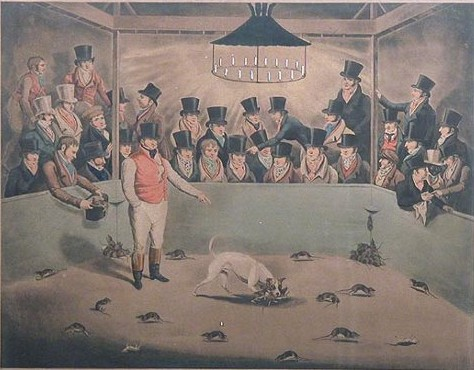
Билли
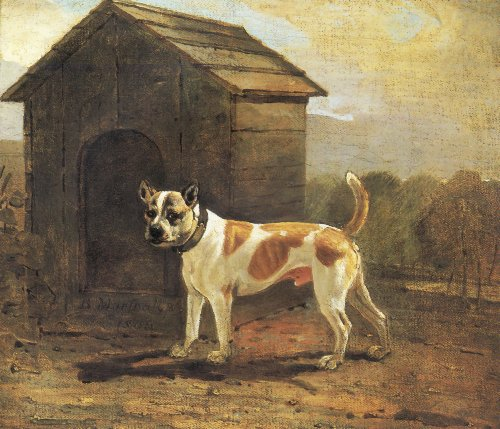
Дастмен
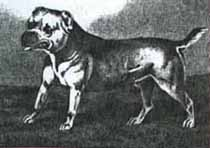
Трасти